# 13 × 92 mm SR

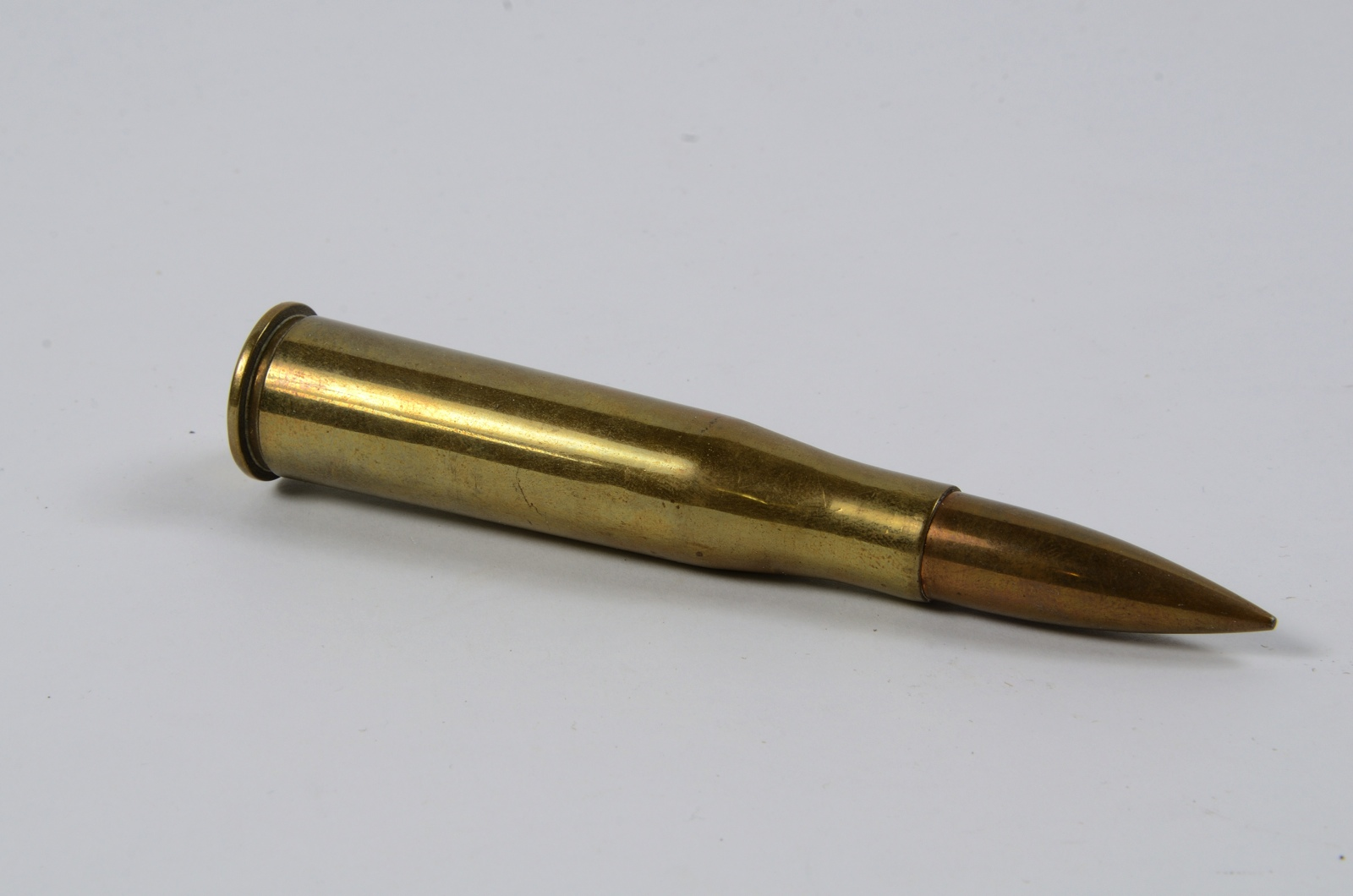
13 × 92 mm SR

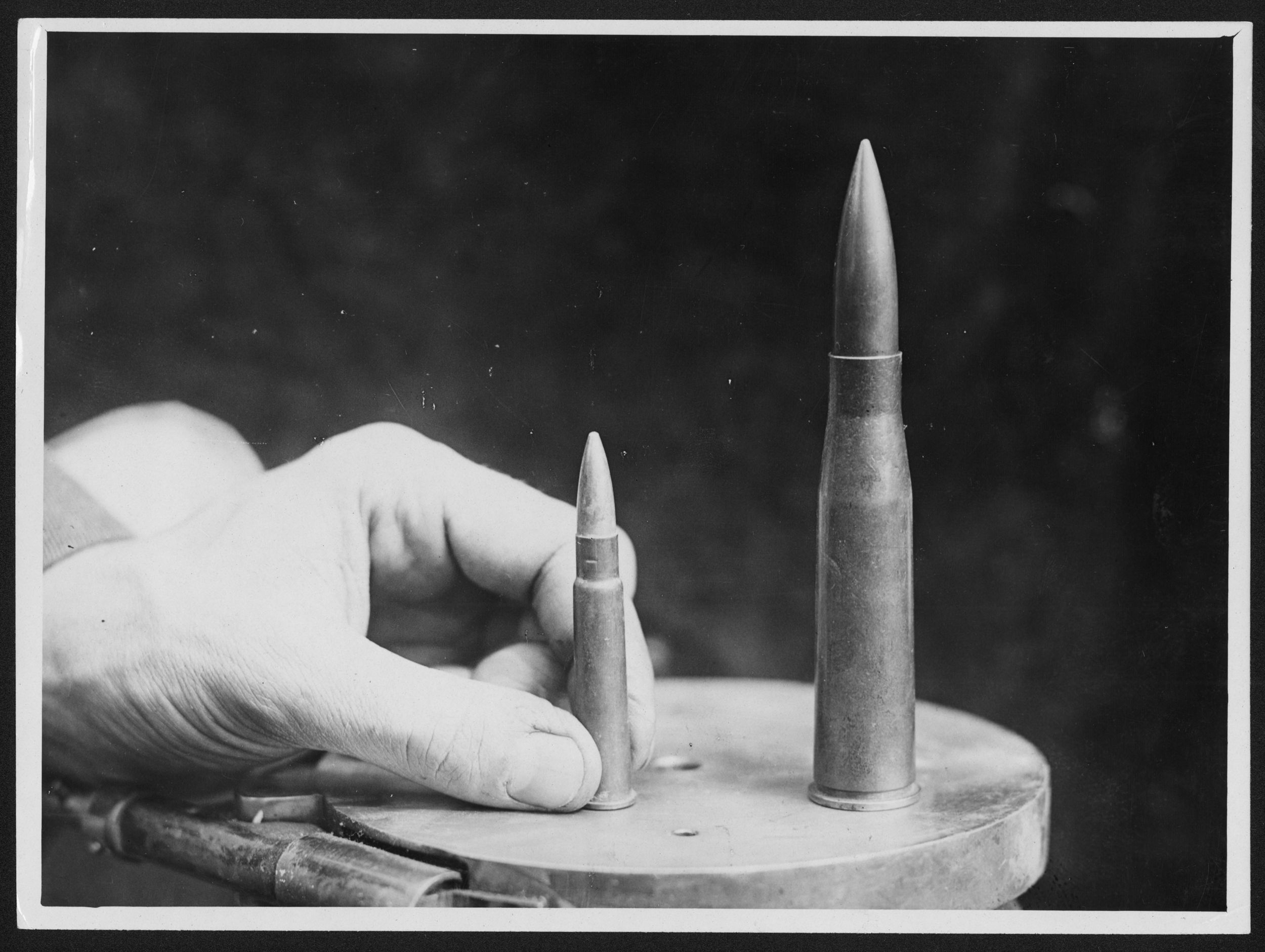
srovnání britského náboje .303 British a 13 × 92 mm SR

13 × 92 mm SR také 13,2x92mm nebo 13,2mm TuF byl puškový náboj lahvovitého tvaru se středovým zápalem a částečným okrajem. Tento náboj byl úplně první, který byl vytvořený za účelem ničení pancéřovaných vozidel.

## Historie
Nasazení prvních britských tanků během ofenzivy na Sommě v září 1916 bylo pro německou armádu vážným problémem, na který nebyla připravená a neměla mnoho způsobů jak se jim bránit. Pro německou armádu se tak stal prioritním cílem vývoj pěchotní zbraně která by dala pěchotě v zákopech možnost rychle a efektivně čelit tankům. Náboj vyvinula v roce 1917 munička Polte ve spolupráce se zbrojovkou Mauser. Náboj používala protitanková puška Tankgewehr M1918 a kulomet MG 18 TuF, který byl vyroben jen v nízkém počtu kusů na sklonku války.
- průměr střely: 13,25 mm
- délka střely: 64 mm
- délka nábojnice: 92 mm
- celková délka náboje: 133 mm
- váha střely:(51,5 g)
- celková váha náboje: (117,43 g)
- typ střely: špičatá střela se zúženým koncem a ocelovým jádrem
- prachová náplň: 200,6 grs (13 g)

## Výkony náboje
Při výstřelu z T-gewehr M 1918 dosahovala střela úsťové rychlosti 785 m/s a na vzdálesnost 100 m střela prorážela 20 mm kolmého pancíře.